# Сувинье (Шаранта)
Сувинье́ (фр. Souvigné) — коммуна во Франции, находится в регионе Пуату — Шаранта. Департамент — Шаранта. Входит в состав кантона Вильфаньян. Округ коммуны — Конфолан.
Код INSEE коммуны — 16373.
Коммуна расположена приблизительно в 370 км к юго-западу от Парижа, в 75 км южнее Пуатье, в 37 км к северу от Ангулема.

## Население
Население коммуны на 2008 год составляло 240 человек.
| 1962 | 1968 | 1975 | 1982 | 1990 | 1999 | 2008 |
| ---- | ---- | ---- | ---- | ---- | ---- | ---- |
| 300  | 307  | 268  | 235  | 227  | 232  | 240  |

## Экономика
В 2007 году среди 139 человек в трудоспособном возрасте (15—64 лет) 83 были экономически активными, 56 — неактивными (показатель активности — 59,7 %, в 1999 году было 59,5 %). Из 83 активных работали 69 человек (44 мужчины и 25 женщин), безработных было 14 (4 мужчины и 10 женщин). Среди 56 неактивных 9 человек были учениками или студентами, 27 — пенсионерами, 20 были неактивными по другим причинам.

## Фотогалерея

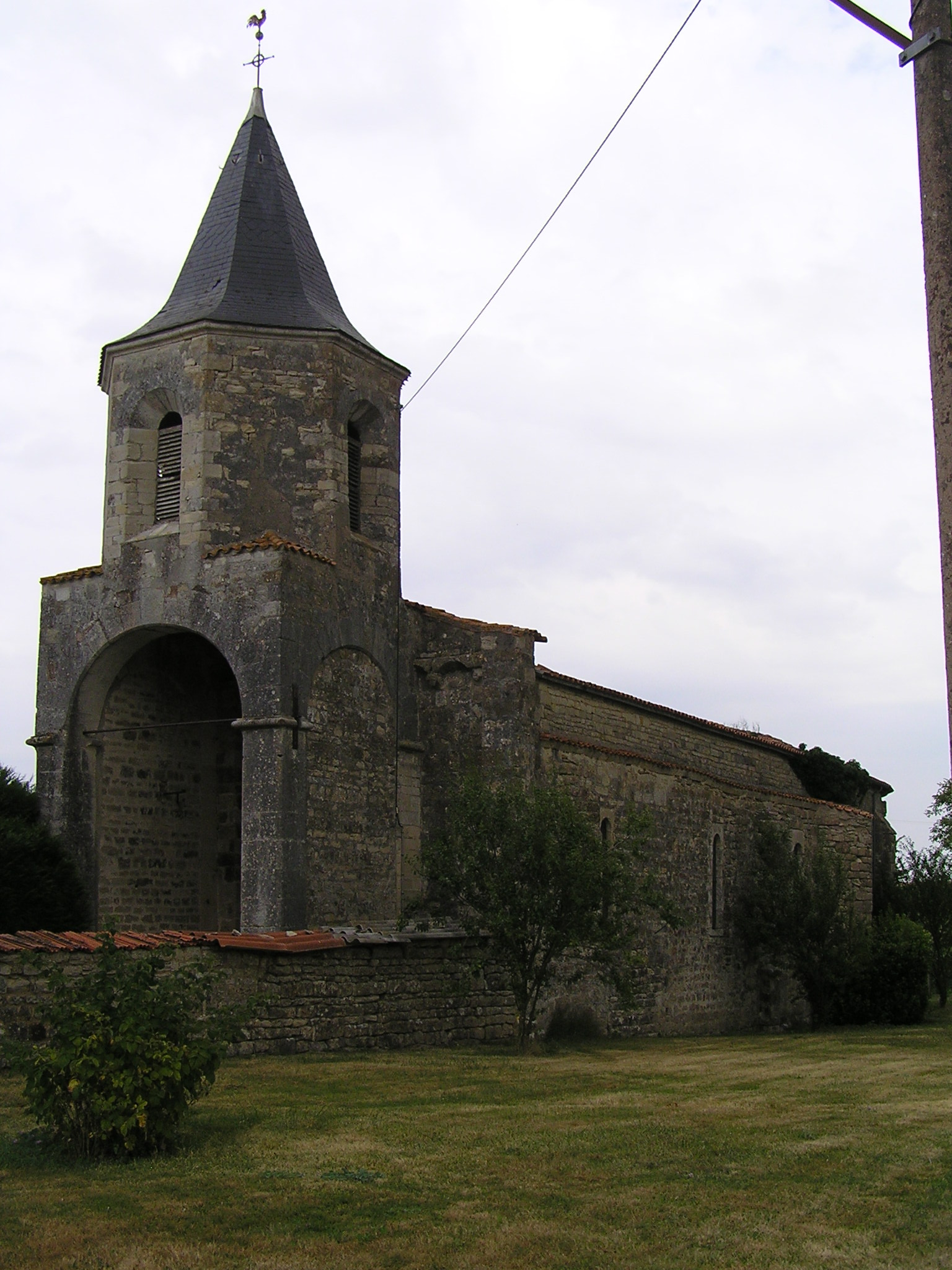
Церковь Сен-Марсьяль
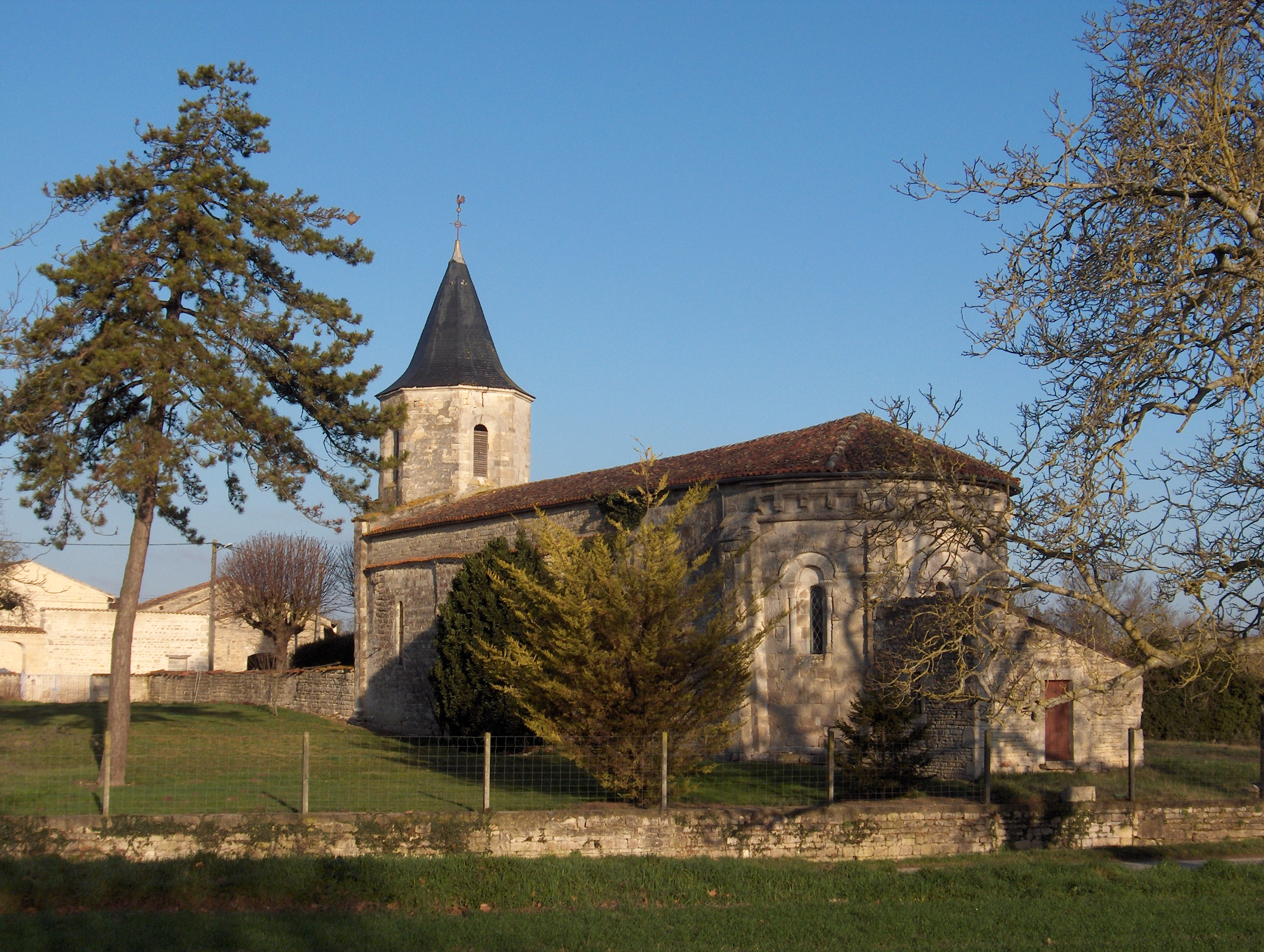
Церковь Сен-Марсьяль
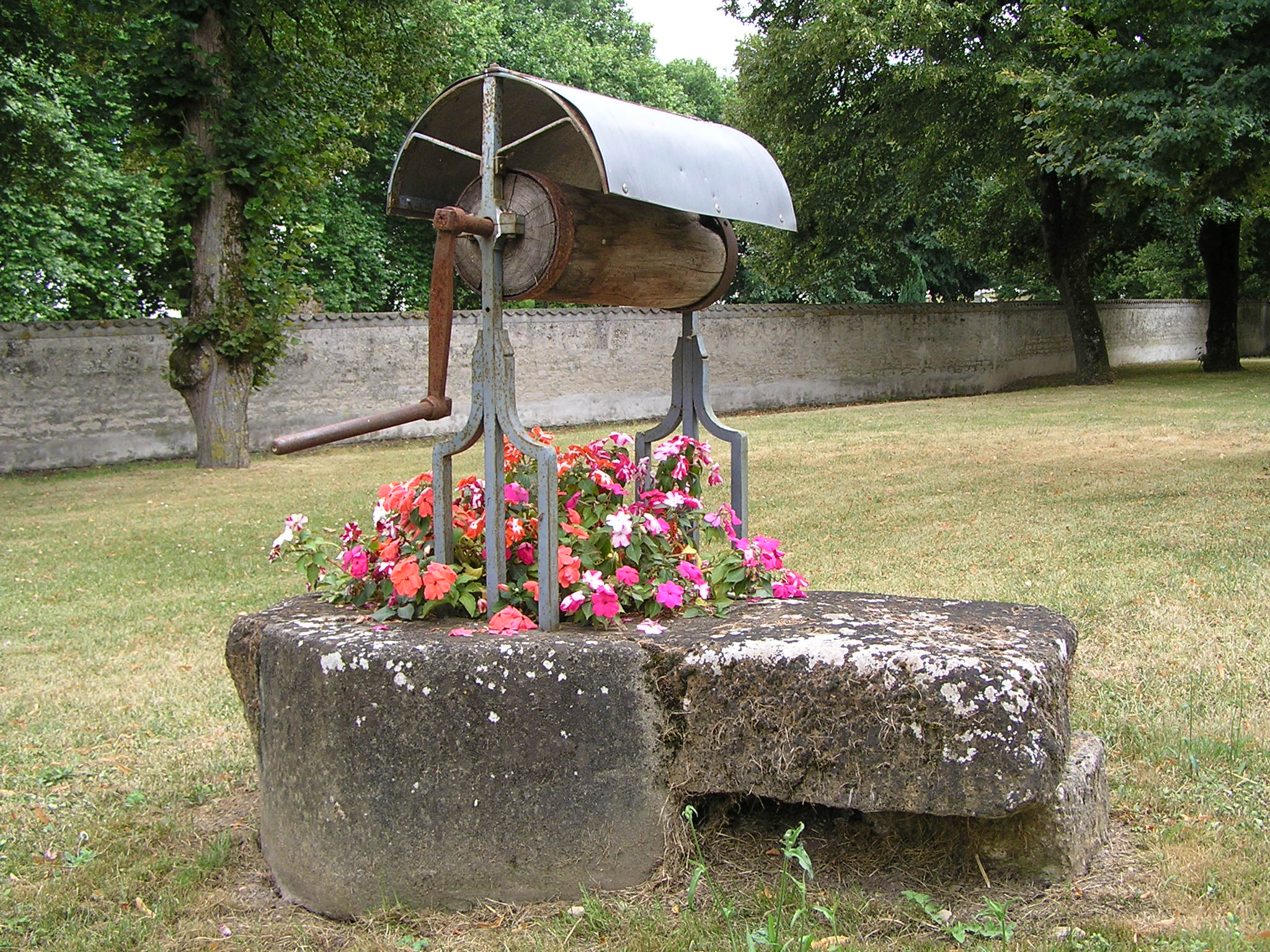
Колодец
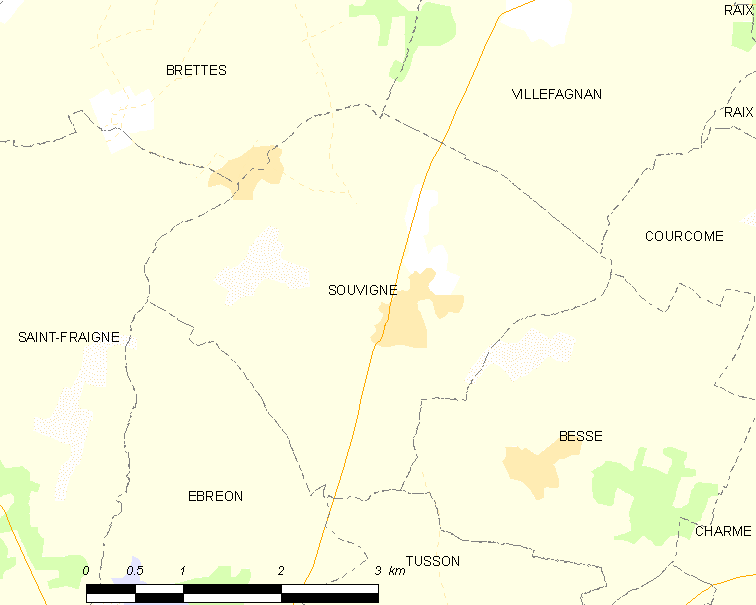
Карта коммуны